# Вулька-Бжезінська
Вулька-Бжезінська (пол. Wólka Brzezińska) — село в Польщі, у гміні Ґоворово Остроленцького повіту Мазовецького воєводства.
Населення — 401 особа (2011).
У 1975-1998 роках село належало до Остроленцького воєводства.

## Демографія
Демографічна структура станом на 31 березня 2011 року:
|          | Загалом | Допрацездатний вік | Працездатний вік | Постпрацездатний вік |
| -------- | ------- | ------------------ | ---------------- | -------------------- |
| Чоловіки | 206     | 44                 | 136              | 26                   |
| Жінки    | 195     | 53                 | 97               | 45                   |
| Разом    | 401     | 97                 | 233              | 71                   |